# American Girl
«American Girl» — песня американской рок-группы Tom Petty and the Heartbreakers.

## Обзор
«American Girl» вошла в состав одноимённого группе дебютного альбома, выпущенного в 1976 году. В следующем году она была издана в качестве сингла. Сингл не попал в чарты США, однако в августе достиг 40 места Великобритании. Песне было присуждено 76 место в списке «100 лучших гитарных песен всех времён» по версии журнала Rolling Stone. В американской версии сингла на обратную сторону была помещена песня «Fooled Again (I Don’t Like It)», в британской би-сайдом стала концертная версия песни «Luna», взятая из концертного промоальбома 1977 года Official Live 'Leg. Также в Британии был выпущен промосингл, с «The Wild One, Forever» на обратной стороне.

### Музыка
В «American Girl» используются стандартные для рока инструменты: электрогитары (Петти и Кэмпбелл), бас-гитара (Блэр), барабаны (Линч) и клавишные (Тенч). Быстрый и «настойчивый» темп построен на повторении резкого гитарного риффа, основанного на «бите Бо Диддли».

По мнению Rolling Stone 
Набор перегруженных рифов является лекалом для десятков хитов Петти, но этот был также данью уважения The Byrds: Двойные гитары Петти и Майка Кэмпбелла воспроизводят двенадцатиструнку Роджера Макгуинна, совмещая звучание фолк-рока 60-х с энергетикой Новой волны.

### Слухи относительно текста
Упоминание в тексте «катящихся по 441-му» автомобилей и отчаянной девушки, стоящей на балконе, породило слухи о том, что песня была написана о девушке, выпрыгнувшей с одной из Башен Бити — общежития Флоридского университета, расположенного в Гейнсвилле, откуда родом Петти. Шоссе 441 пролегает вдоль университетского кампуса, прямо перед Башнями Бити.
Официальный историк Флоридского университета Карл ван Несс заявил, что студентка могла совершить самоубийство, спрыгнув с одной из Башен Бити между 1967, когда Башни открылись, и началом 1970-х, когда Петти покинул Гейнсвилл и отправился в Калифорнию. Однако, в общежитии никогда не было балконов.
Когда Петти спросили прямо об этой истории в книге Conversations with Tom Petty, он ответил:
Городская легенда. Это превратилось в огромную байку во Флориде. В которой ни капли правды. Песня ничего общего с этим не имеет. Но эта история действительно стала известной… Они правда получили целую историю. Я даже видел журнальные статьи об этой истории. 'Это правда или неправда?' Они могли бы просто позвонить мне и выяснить, что это неправда.
В том же интервью на вопрос, помнит ли он как была написана песня, Петти ответил:
Я точно не помню. Я жил в апартаментах, которые выходили прямо на автостраду. И по ней проносились автомобили. В Энсино [Калифорния], недалеко от дома Леона Расселла. И, вспоминаю, я представлял, что они [автомобили] звучат для меня как океан. Они были моим океаном. Моим Малибу. Где я слышал как разбиваются волны, но это были всего лишь проезжающие автомобили. Я думаю, это послужило вдохновением для текста.

## Чарты
| Год  | Чарт                                  | Позиция |
| ---- | ------------------------------------- | ------- |
| 1977 | UK Singles Chart                      | 36      |
| 1994 | U.S. Billboard Bubbling Under Hot 100 | 9       |
| 2008 | U.S. Hot Digital Songs                | 51      |

## Использование в поп-культуре
Песня была использована в нескольких фильмах и сериалах:
- 1978: В фильме FM.
- 1982: В фильме Весёлые времена в школе Риджмонт.
- 1991: В фильме Молчание ягнят. Песню слушает в машине Кэтрин Мартин перед тем, как она была похищена Баффало Биллом. По версии интернет-ресурса UGO это использование заняло 5 место в Топе-11 использований классического рока в кинематографе[10]. Режиссёр фильма Джонатан Демми является выпускником Флоридского университета.
- 2001: В фильме Сахар и перец прозвучала кавер-версия Синди Александер.
- 2003: В первом эпизоде третьего сезона сериала Клиника, названном «My Own American Girl».
- 2004: В начале фильма В погоне за свободой.
- 2006: В эпизоде «Join the Club» сериала Клан Сопрано.
- 2011: Песня прозвучала в конце эпизода «Праздник урожая» сериала NBC Парки и зоны отдыха.
- Fun Lovin' Criminals использовали семпл из «American Girl» для своей песни «Big Night Out», выпущенной на альбоме 1998 года 100% Colombian[11].
- Согласно Тому Петти, The Strokes признали заимствование риффа из «American Girl» для их сингла 2001 года «Last Nite». В интервью 2006 года журналу Rolling Stone, Петти сказал: «The Strokes использовали „American Girl“, и я видел интервью с ними, в котором они это признали. Это заставило меня громко посмеяться. Что-то типа 'Бог с вами'. Меня это не беспокоит.»[12] В 2006 году, время тура Tom Petty and the Heartbreakers, The Strokes несколько раз выступали у них разогреве[13].
- Песня часто звучала во время политической гонки Хиллари Клинтон на Праймериз Демократической партии 2008 года.
- Мишель Бахман использовала «American Girl» в своей президентской кампании 2011 года в Айове. Узнав об этом, Петти запретил ей использовать песню[14].

## Кавер-версии
- Роджер Макгуинн из группы The Byrds (оказавшей большое влияние на музыку Петти) записал свою версию «American Girl» через несколько месяцев после релиза оригинала. Он выпустил её в составе альбома Thunderbyrd и в качестве сингла[15]. Сходство между записью Петти и музыкальным стилем The Byrds было настолько большим, что когда менеджер Макгуинна впервые проиграл ему песню, тот спросил: «Когда я написал эту песню?»[16]
- Pearl Jam записали кавер-версию «American Girl», но официально так и не выпустили. Их вокалист Эдди Веддер несколько раз присоединялся на сцене к Tom Petty and the Heartbreakers для исполнения песни.
- Хардкор-группа Ill Repute записала песню для своего альбома 1993 года Big Rusty Balls.
- Everclear записали песню для трибьют-альбома 1994 года You Got Lucky: A Tribute to Tom Petty[17]. Также песня стала би-сайдом к их синглу 1995 года «Heroin Girl».
- Калифорнийская панк-группа Humble Gods записала песню для своего альбома 1996 года No Heroes.
- Dance Hall Crashers выпустили песню на своём концертном альбоме 2000 года The Live Record: Witless Banter & 25 Mildly Antagonistic Songs About Love.
- Синди Александер записала песню для саундтрека фильма 2001 года Сахар и перец.
- Мэттью Свит записал кавер-версию «American Girl» для сборника 2005 года High School Reunion: A Tribute to Those Great 1980’s Films, состоящего из.[18]
- Def Leppard выпустили песню в качестве бонус-трека для японской и Wal-Mart-версий их кавер-альбома 2006 года Yeah!.
- Хард-рок-группа Saints of the Underground записала песню для своего дебютного и на данный момент единственного альбома 2008 года Love the Sin, Hate the Sinner.
- Поп-панк-группа Cruiserweight включили свою версию песни в свой мини-альбом 2008 года Cruiserweight Rocks the Moon, доступный только через iTunes. На песню был снят клип.
- Вэл Эммич выпустил песню в качестве цифрового сингла в 2008 году.
- Goo Goo Dolls часто играют «American Girl» на концертах. 20 октября 2001 года они сыграли её на благотворительном Концерте для Нью-Йорка, проведённым в Мэдисон-сквер-гарден Полом Маккартни в поддержку жертвам событий 11 сентября. Песня была записана и вышла на специальном сборнике. Позже она вышла на компиляции Goo Goo Dolls 2008 года Vol.2. 4 июля 2013 года на фестивале Ravinia, проходящем в Иллинойсе, они исполнили её совместно с Робом Томасом из группы Matchbox Twenty.
- Кантри-поп-певица Тейлор Свифт записала кавер-версию «American Girl» и 30 июня 2009 года выпустила её в виде цифрового сингла. Сингл не попал в чарт Billboard Hot 100, однако достиг 15 места в чарте Bubbling Under Hot 100 Singles, который состоит из 25 позиций и является дополнением для «горячей сотни»[19].
- Американская рок-группа Rasputina, играющая на виолончелях, выпустила песню на своём концертном альбоме 2010 года The Pregnant Concert. Их виолончелистка Мэлора Кригер уже выпускала песню на своём сольном мини-альбоме 2006 года Perplexions.
- Angel City Outcasts, The Gaslight Anthem, The Hush Sound, Of Montreal, Sugarland, Sum 41 и Tokyo Police Club исполняют песню на концертах.
- Также на «American Girl» делали кавер-версии следующие музыканты группы: Fun, Gin Blossoms, Дэн Хаббард, Jack’s Mannequin, Six Going On Seven, Smith Westerns, Taking Back Sunday и Twin Shadow.

## Список композиций
Все песни написаны Томом Петти.
| №  | Название                         | Длительность |
| -- | -------------------------------- | ------------ |
| 1. | «American Girl»                  | 3:33         |
| 2. | «Fooled Again (I Don't Like It)» | 3:54         |

| №  | Название        | Длительность |
| -- | --------------- | ------------ |
| 1. | «American Girl» | 3:33         |
| 2. | «Luna» (Live)   | 4:17         |

## В записи участвовали
- Том Петти — вокал, ритм-гитара (сыграна в унисон с Кэмпбеллом)
- Майк Кэмпбелл — лид-гитара, ритм-гитара (сыграна в унисон с Петти)
- Бенмонт Тенч — фортепиано, орган Хаммонда
- Рон Блэр — бас-гитара
- Стэн Линч — барабаны
- Рон Блэр — бэк-вокал
- Дуэйт Твилли — бэк-вокал

## Список дисков, на которых выпускалась песня
- Tom Petty and the Heartbreakers
- Pack up the Plantation: Live!
- Greatest Hits
- Playback
- Anthology: Through the Years
- The Silence of the Lambs
- Runnin' Down a Dream
- The Live Anthology
- Mojo Tour 2010 (Live Version)
- The Best Of Everything 2019